# Großburgwedel
Großburgwedel è una frazione (Ortschaft) della città di Burgwedel, nel land della Bassa Sassonia, in Germania.

## Storia
Già comune autonomo nel circondario di Burgdorf, fu soppresso e incorporato a Burgwedel il 1º marzo 1974.